# Île-de-France (rasa owiec)

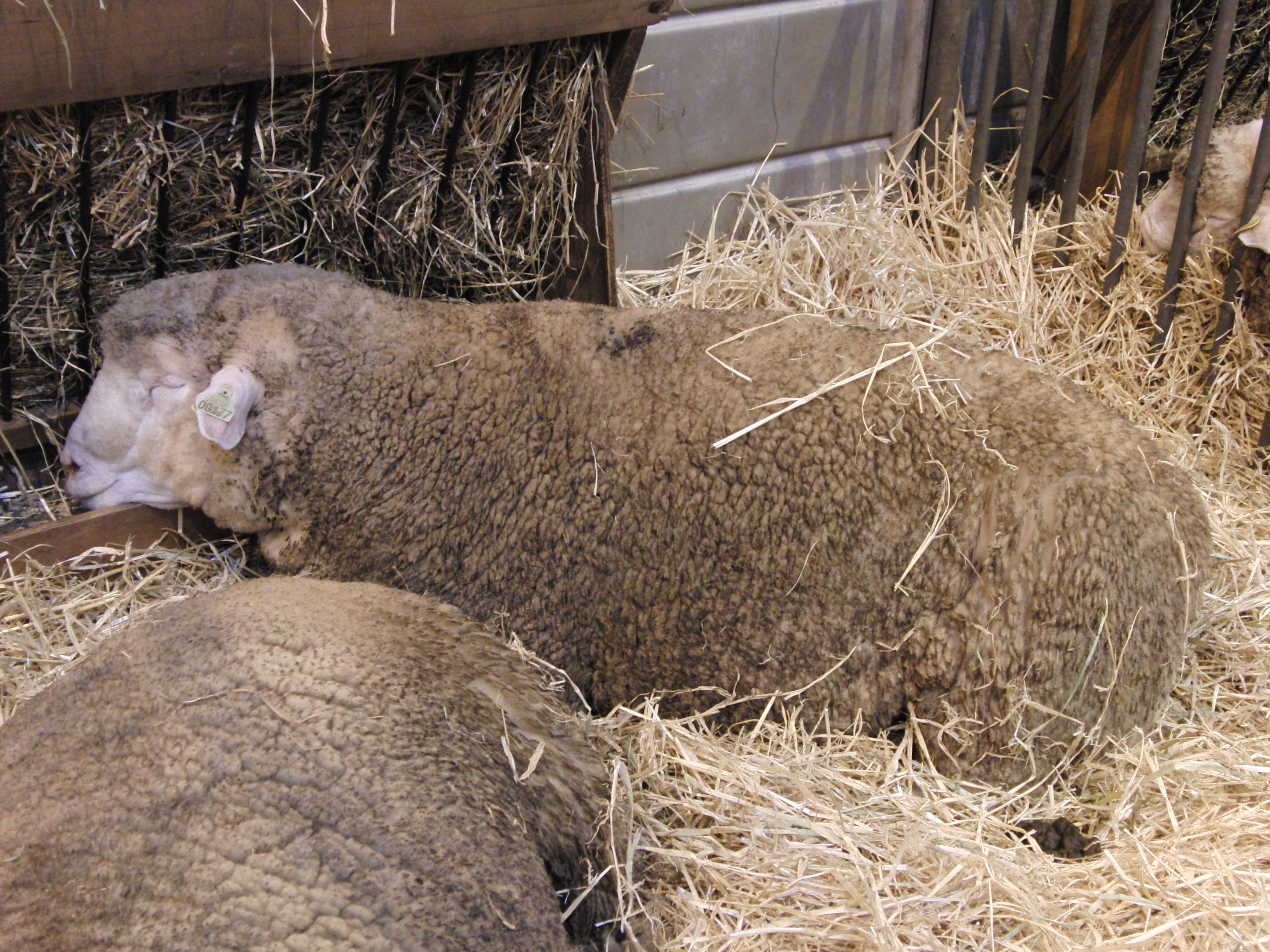
Owce rasy Île-de-France na Międzynarodowej Wystawie Rolniczej w Paryżu

Île-de-France – francuska rasa owcy domowej, o użytkowości mięsno-wełnistej. Posiada cienką wełnę w typie merynosowym. Prace nad jej wyhodowaniem rozpoczęto w 1833 roku. Wykorzystywana jest w programach krzyżowania towarowego. W 1971 roku w Wersalu zaprezentowano pierwsze wyniki doświadczeń nad długofalowym programem krzyżowania towarowego z wykorzystaniem jako komponentu plennego owcy romanowskiej i baranów Île-de-France w ostatnim etapie krzyżowania. Rasa ta przystosowana jest głównie do intensywnego chowu w pomieszczeniach.